# Franz Ruff
Franz Ruff (* 1906 in Straubing; † 1979 in Prien am Chiemsee) war ein deutscher Architekt.

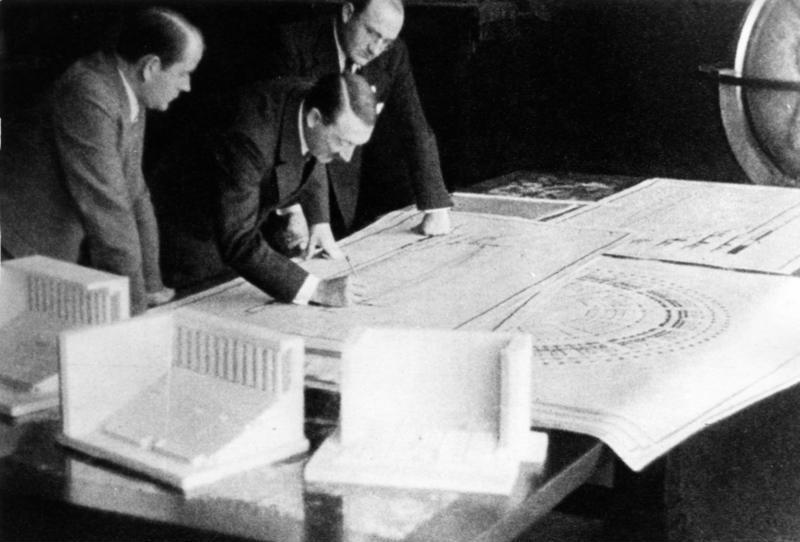
Adolf Hitler mit den Architekten Speer (links) und Franz Ruff vor Zeichnungen und Modellen des Nürnberger Parteitagsgeländes, 1934

Franz Ruff wurde 1906 als Sohn des Architekten Ludwig Ruff in Straubing geboren. Er wurde ebenfalls Architekt und arbeitete von Beginn seiner Tätigkeit in Nürnberg vorwiegend für die Nationalsozialisten. 1934 übernahm er auch die Lehrtätigkeit seines Vaters an der Staatsschule für angewandte Kunst in Nürnberg, bis zum Untergang des 'Dritten Reichs' 1945. Ruff gehört neben Albert Speer, Paul Ludwig Troost und seinem Vater Ludwig Ruff zu den bekanntesten Architekten des 'Dritten Reichs', die mit typischen Repräsentationsbauten betraut waren und insofern als stilbildend für diese Periode gelten. Ruff stand 1944 in der Gottbegnadeten-Liste des Reichsministeriums für Volksaufklärung und Propaganda.
Nach Ende des Nationalsozialismus wurde Ruff im Rahmen eines Entnazifizierungsverfahrens als Mitläufer eingestuft. In der Folge war er weiter als Architekt tätig, konnte aber nach 1945 nicht an seine Karriere in der Zeit des Nationalsozialismus anknüpfen.

## Werk

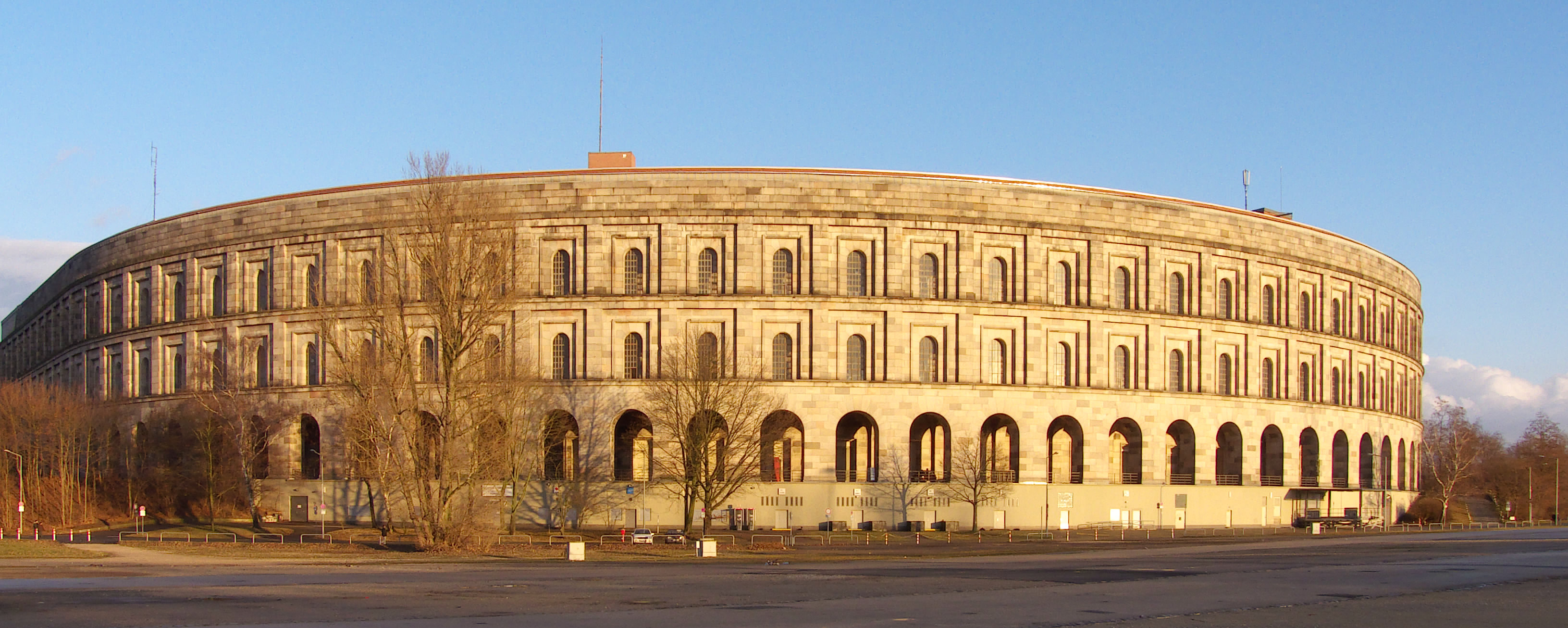
Kongresshalle, 2008

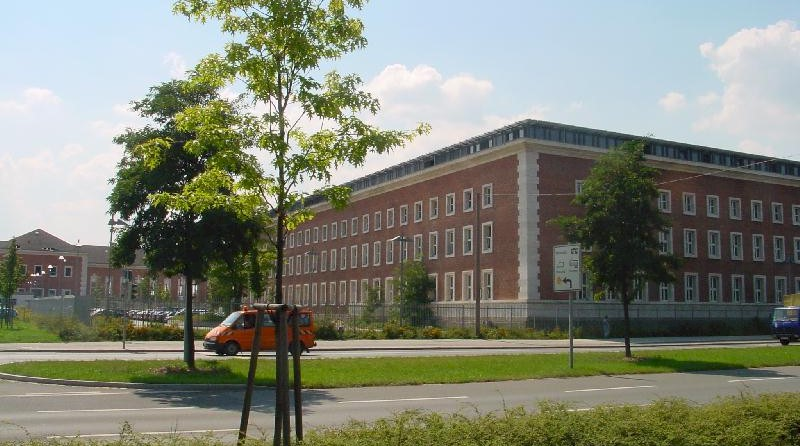
Südkaserne (von der Frankenstraße)

Nach kleineren Projekten wie dem Hitlerhaus (auch 'Braunes Haus') 1932 in Nürnberg übernahm er nach dem Tod seines Vaters 1934 das Großprojekt der nie fertiggestellten Kongresshalle Nürnberg auf dem Reichsparteitagsgelände. 1935–1937 betreute er die Erweiterung und den Umbau des Deutschen Hofs, des Hotels, das Hitlers ständiges Quartier in Nürnberg war.
1935/1937 entwarf er das Gauhaus Franken, den Amtssitz des Stürmer-Herausgebers und Gauleiters für Franken Julius Streicher, heute genutzt von den Nürnberger Nachrichten. Ruff ließ auch den auf dem Hauptmarkt auf Veranlassung von Streicher 1934 abgebrochenen barocken Neptunbrunnen vor dem Gauhaus aufstellen.
Sein größtes Projekt war von 1937 bis 1939 die später so genannte SS-Kaserne (seinerzeit eigentlich bezeichnet als SS-Unterkunft), in der sich heute das Bundesamt für Migration und Flüchtlinge befindet.
Nach Plänen von Ruff entstand 1937 bis 1942 für Julius Streicher der Pleikershof bei Cadolzburg, ein achsensymmetrischer Dreiseithof monumentalen Ausmaßes im Heimatschutzstil.